# Gustaf Adolf Boltenstern junior

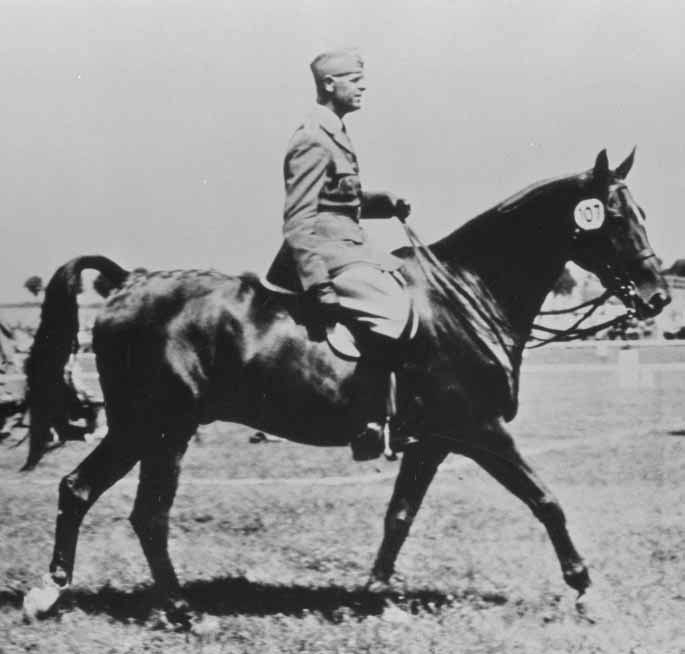
Dressurreiter Boltenstern Junior

Gustaf Adolf Boltenstern junior (* 15. Mai 1904 in Stockholm; † 31. März 1995 in Mariefred) war ein schwedischer Dressurreiter und Offizier. Der Sohn von Gustaf Adolf Boltenstern senior nahm an vier Olympischen Spielen teil und gewann jeweils eine Medaille.
Bei den Olympischen Sommerspielen 1932 in Los Angeles gehörte Boltenstern erstmals der schwedischen Dressur-Mannschaft an. Mit dem Pferd Ingo gewann er Mannschafts-Silber, während er in der Einzelwertung den fünften Platz erreichte. Nachdem er 1936 nicht teilgenommen hatte, wurde er 1948 in London auf Trumpf Dritter der Einzelwertung. Die schwedische Mannschaft hatte den Wettkampf ebenfalls siegreich beendet, wurde dann aber disqualifiziert.
1952 in Helsinki wurde Boltenstern auf Krest erstmals Olympiasieger mit der Mannschaft, nachdem er den Einzelwettbewerb auf dem fünften Platz beendet hatte. 1956 fanden die Reiterwettbewerbe wegen strenger Quarantänebestimmungen nicht in Melbourne, sondern in Stockholm statt. Mit demselben Pferd wie vier Jahre zuvor konnte Boltenstern erneut die Mannschafts-Goldmedaille gewinnen, in der Einzelwertung belegte er den siebten Platz.